# Estación de Tulum
Tulum es una estación de trenes que se ubica en Tulum, Quintana Roo. La estación cuenta con 81,000 m², además de que conta con 1,429 toneladas de estructura metálica y 25,687 m³ de concreto estructural. Actualmente, la estación en Tulum se encuentra abierta y recibe a viajeros locales, nacionales e internacionales.
La estación tiene acceso directo al Parque del Jaguar, aunque aún no está habilitado y de acuerdo con el personal de la Guardia Nacional será a partir del 1 de octubre cuando se pueda llegar desde la estación hasta la zona arqueológica atravesando dicho parque.

## Historia
Andrés Manuel López Obrador anunció en su campaña presidencial del 2018 el proyecto del Tren Maya. El 13 de agosto de 2018 anunció el trazo completo. El recorrido de la nueva ruta del Tren Maya puso a la Estación Tulum en la ruta que conectaría con Cancún, Quintana Roo con Felipe Carrillo Puerto, Quintana Roo
La estación del Tren Maya es la primera de la ciudad de Tulum, la segunda es Tulum Aeropuerto y se ubica a unos 27 kilómetros al sureste de la mancha urbana de Tulum.
El 20 de septiembre, la estación fue inaugurada tras el viaje inaugural del tramo 5 Sur entre Playa del Carmen a Tulum y parte del tramo 6 entre Tulum a Bacalar.

## Características de la estación
Se trata de una estructura de acero con techo perforado y paneles de hormigón reforzado con vidrio para albergar las plataformas y el vestíbulo, mientras que en su interior se utilizará madera y el acabado será de chukum, resina del árbol del mismo nombre, típico de la región, utilizado en la arquitectura para dar acabados rústicos y minimalistas. Dicha estación, que conecta los tramos 5 y 6 del Tren Maya, se verá caracterizada por la cuadrícula geométrica de la estructura, que estará acristalada en algunas zonas para protegerla de la lluvia.
La constructora plasmará el ambiente climático de Tulum, caracterizado por su intenso calor, humedad y lluvias, por esa razón contará con una cubierta de celosía abierta con ventilación mecánica y todo permitirá iluminación natural en cada pasillo de la estación. Además, su estructura rinde homenaje a la arquitectura prehispánica y crea un juego de luces y sombras que recorrerán el espacio y evocarán diferentes sensaciones.
En su descripción de la obra, Aidia Studio añade que la preservación de la sustentabilidad es otro de los propósitos de la estación, ya que contará con estrategias de ventilación pasiva, eficiencia energética y optimización del área. Tendrá conexión directa con el nuevo Aeropuerto Internacional Felipe Carrillo Puerto, además de que se une con el Parque Nacional del Jaguar y se ubica a 1.5 kilómetros de la zona arqueológica de Tulum.